# Jens August Schade
Jens August Schade (Skive, 10 gennaio 1903 – Copenaghen, 20 novembre 1978) è stato uno scrittore danese.

## Opere
- Den levende violin – aandelige sange og sanselige, Woel, 1926
- Sjov i Danmark, eller som man ser det – satirisk sangværk, Gyldendal, 1928
- Hjerte-bogen – himmelske sange, Nyt Nordisk Forlag, 1930
- Den himmelske elskov paa jorden – roman, Nyt Nordisk Forlag, 1931
- Myggestikket eller himlens hævn – tragedie i 2 akter, Eget forlag, 1931
- Jordens ansigt, Rasmus Naver, 1932
- En mærkelig aften i verdens historie, Funkis Forlag, 1933
- Marsk Stig – drama – udsprunget af et folkevise-motiv Funkis Forlag, 1934
- En foraarsaften – drama, Bilag til "Julefluen", 1935
- Hos skøgen Phyllis eller en foraarsaften – drama, Bjerregård-Jensens Bogtrykkeri, 1957
- Kærlighed og kildevand – natur-billeder, Asche, 1936
- En eneste stor hemmelighed, Arthur Jensens Forlag, 1937
- Urskoven”, med Hans Scherfig, Wilhelm Hansen, 1937
- Kommode-Tyven eller udødelig kærlighed, Christreu's Forlag, 1939
- Verdenshistorier, Carit Andersen, 1940
- Digte”, ved Kjeld Elfelt, Thaning & Appel, 1942
- Kærlighedens symfoni, Thaning & Appel, 1942
- Kællingedigte eller lykkelig kærlighed, Thaning & Appel, 1944
- Mennesker mødes og sød musik opstaar i hjertet, Nyt Nordisk Forlag, 1944
- Jeg er tosset efter dig eller mordet paa Cuxton Slot, Thorkild Hansens Forlag, 1945
- Det evige liv – samlede digte Schultz, 1948
- Hvor hjertet hører til holder forstanden aldrig op – fra den eksploderende evighed, Schultz, 1949
- Jordens største lykke – et forårsevangelium Schultz, 1949
- Til en uartig pige – digte, 1949
- Digte, Akademiets Kunsterneraftener, 1951
- Helvede opløser sig – verdensbilleder, Schultz, 1953
- Der er kærlighed i luften – digte, Schultz, 1954
- Schades højsang – lyrisk symfoni, Thaning & Appel, 1958
- Schade-dramatik (Bind 2: Myggestikket eller himlens hævn, Tragedie – Marsk Stig, drama – En forårsaften, drama – Nattens frelse, kosmisk drama), Stig Vendelkær, 1965
- Sjov i verden – en flyverejse om jorden, Gyldendal, 1965
- En kærlighedshistorie fra provinsen – med tildigtninger, Stig Vendelkær Bøgerne, 1967
- Schades erotiske univers – velkommen i det grønne – digte om kællinger, engle, søstre og uartige piger, ved Virtus Schade, Stig Vendelkær Bøgerne, 1967
- Den ukendte Jens August Schade – prosa, lyrik, journalistik og tegnekunst, Stig Vendelkær, 1968
- Danmarksrejse, Stig Vendelkær, 1970
- Overjordisk – digte, Gyldendal, 1973
- Schade og kærlighed, ved Poul Borum, Stig Vendelkær, 1973
- Besøg på Danmarks limfjord, Poul Kristensen, 1974
- København – hvor eventyret huserer, essays i Europas hovedstæder – billeder og stemninger, Lademann, 1974
- Kællinge – og andre digte, Weimar & Archen, 1975
- Blå time, ved Gyrd Løfqvist, Brøndum, 1975
- 70 eventyr om det hemmelighedsfulde København og Omegn, Stig Vendelkær, 1978
- Digter i Danmark, ved Britta & Virtus Schade, Lindhardt og Ringhof, 1982
- Digte til dig, Centrum, 1983
- Billede med farver, novelle i Mennesket – den tobenede gris, ved Bent Rasmussen, Aschehoug, 1986
- Digte, ved Asger Schnack, Hans Reitzels Forlag, 1987
- Fattig er jeg blevet, ved Virtus Schade, Brage, 1990
- Schades digte, ved Torben Brostrøm, Gyldendal, 1999
- Sonet udgav LP'en Sjov i Danmark (SLP1601) musica di Benny Andersen, 1969.